# Norwegische Sporthochschule
Die Norwegische Sporthochschule (NIH, norwegisch Norges idrettshøgskole) ist eine öffentliche Hochschule bei Sognsvann im Stadtteil Nordre Aker in Oslo, Norwegen. Es ist die nationale Hochschule für Bildung und Sport-bezogenen Wissenschaften. Es können Bachelor-, Master- und Doktor-Abschlüsse an der Hochschule erreicht werden.

## Geschichte
Im Jahr 1870 richtete die Regierung eine Schule für Gymnastik, Leichtathletik und Waffen ein. Der Name wurde 1915 in staatliche Gymnastikschule geändert. Am 1. Juni 1968 erhielt sie ihren heutigen Namen und erhielt den Status einer Universität. Der erste Master-Student wurde im Jahr 1973 verabschiedet und der erste Doktorgrad wurde im Jahr 1990 verliehen.